# Мельхіор (станція радіотехнічної розвідки)
«Мельхіор» — автоматизована станція радіотехнічної розвідки. За принципом дії — пасивний радар. Завдяки відсутності активних випромінювань, «Мельхіор» не може бути виявлений засобами радіоелектронної розвідки.
Станцію "Мельхіор" було розроблено та створено на підприємстві "Квант-Радіолокація" за 1,5 роки.

## Історія
Донедавна технології пасивної радіолокації в Україні асоціювалися з відомою станцією «Кольчуга». Після захоплення Росією підприємства "Топаз" у Донецьку і його фактичного знищення, Україна не поновила виробництва "Кольчуг". Але прогалину у створенні сучасних систем радіотехнічної розвідки в нас є чим заповнити."Станція "Мельхіор" є новим поколінням таких станцій і відповідає світовому рівню в цій галузі, наприклад, аналогічним станціям світового рівня фірми "Thales", – так достатньо впевнено оцінюють потенціал та можливості нової станції "Мельхіор" самі розробники.
2018 року було розпочато розробку станції.
2020 року було створено робочий прототип.
2020 року було встановлено на корабель "Сімферополь"

## Принцип дії
На відміну від активних радарів, станція «Мельхоір» не випромінює електромагнітні імпульси, щоб потім прийняти відбитий від цілі сигнал. Натомість «Мельхоір» виявляє ціль за випромінюванням бортових радіо- та електротехнічних приладів, встановлених на цілі.

## Технічні характеристики
Максимальна дальність виявлення цілей у СРТР «Мельхіор» становить до 450 км і значно перевищує радіогоризонт. Це досягається завдяки використанню ефектів суперрефракції – відбиття радіохвиль від різних шарів атмосфери або, за певних умов, огинання радіохвилями приморської поверхні.
Окрім дальності, що вражає, «Мельхіор» може одночасно відстежувати до 200 цілей (у серійної «Кольчуги» цей показник складав 20 цілей). Причому, якщо «Кольчуга» працювала головним чином по повітряних цілях, то «Мельхіор» може відстежувати цілі на воді та у повітрі, а також ті, що знаходяться на узбережжі.
Ще одна розробка, реалізована у «Мельхіорі» – широкий безшовний діапазон, в якому виявляється робота джерел випромінювання віл 1 до 18 ГГц. Це було пов'язане з тим, що низка сучасних РЛС, що стоять на літаках працюють у діапазоні 12-18 ГГц.

## Оператори
Україна